# Xeno-T
Xeno-T (kor. 제노티 Jenoti, wcześniej znany jako Topp Dogg (kor. 탑독)) – południowokoreański boysband założony przez Stardom Entertainment w 2013 roku.
21 lutego ogłoszono przez oficjalny fan cafe grupy, że zespół zaczyna od nowa pod nazwą Xeno-T. Nowa nazwa jest połączeniem słów „xenogeneic” i „top-class”, z których ostatnie jest hołdem dla ich fanklubu – „Top-Klass”. Oświadczenie ujawniło, że grupa chciała nowego startu, aby lepiej zaprezentować się jako zespół i pokazać swoje nowe strony. 30 marca, po wielu spekulacjach, Hunus potwierdził, że A-Tom nie dołączy do zespołu po zakończeniu swoich aktywności z JBJ.

## Członkowie

### Obecni
| Imię sceniczne | Imię sceniczne | Prawdziwe imię | Prawdziwe imię | Data urodzenia            | Pozycja                              |
| Latynizacja    | Hangul         | Latynizacja    | Hangul         | Data urodzenia            | Pozycja                              |
| -------------- | -------------- | -------------- | -------------- | ------------------------- | ------------------------------------ |
| Hojoon         | 호준           | Jeon Ho-joon   | 전호준         | 31 października 1992(dts) | wokal prowadzący, prowadzący tancerz |
| B-Jyoo         | 비쥬           | Kim Byungjoo   | 김병주         | 8 stycznia 1994(dts)      | wokal wspomagający, główny tancerz   |
| Sangdo         | 상도           | Yoo Sang-do    | 유상도         | 2 marca 1993(dts)         | główny wokal                         |
| Xero           | 제로           | Shin Ji-ho     | 신지호         | 3 lutego 1994(dts)        | raper, główny tancerz                |
| Sangwon        | 상원           | Seo Sang-won   | 서상원         | 27 września 1995(dts)     | główny raper, maknae                 |

### Byli
| Imię sceniczne | Imię sceniczne | Prawdziwe imię  | Prawdziwe imię | Data urodzenia            | Pozycja                                |
| Latynizacja    | Hangul         | Latynizacja     | Hangul         | Data urodzenia            | Pozycja                                |
| -------------- | -------------- | --------------- | -------------- | ------------------------- | -------------------------------------- |
| Kidoh          | 키도           | Jin Hyo-sang    | 진효상         | 16 grudnia 1992(dts)      | raper prowadzący                       |
| Gohn           | 곤             | Kim Dong-sung   | 김동성         | 1 sierpnia 1992(dts)      | główny wokal                           |
| Jenissi        | 제니씨         | Kim Tae-yang    | 김태양         | 19 października 1991(dts) | główny raper                           |
| Seogoong       | 서궁           | Park Hyun-ho    | 박현호         | 27 września 1995(dts)     | główny wokal                           |
| P-Goon         | P군            | Park Se-hyuk    | 박세혁         | 18 października 1991(dts) | lider, wokal                           |
| Nakta          | 낙타           | Shin Yoon-cheol | 신윤철         | 24 kwietnia 1993(dts)     | wokal wspomagający                     |
| Hansol         | 한솔           | Kim Han-sol     | 김한솔         | 15 czerwca 1993(dts)      | wokal wspomagający, prowadzący tancerz |
| A-Tom          | 아톰           | Kim Sang-gyun   | 김상균         | 23 maja 1995(dts)         | prowadzący raper                       |

## Dyskografia
Albumy studyjne
- First Street (2016)

Minialbumy
- Dogg's Out (2013)
- Arario (2014)
- Arario Special Edition (2014, Repackage)
- AmadeuS (2014)
- Amadeus Deluxe Edition (2014, Repackage)
- The Beat (2015)